# あかときっ!-夢こそまされ恋の魔砲-
『あかときっ!-夢こそまされ恋の魔砲-』（あかときっ! ゆめこそまされこいのまほう）は、2010年12月23日にエスクードより発売されたアダルトゲーム。2011年5月27日にはファンディスク『あかときっ!!-花と舞わせよ恋の衣装-』が発売された。
2013年11月29日には本作のボリュームアップ版『あかときっ♥-もっと脱がせて恋の魔砲-』や、FD新装版との同梱版『あかときっ♥ 新ご入隊セット』が発売された。

## システム
基本はアドベンチャーゲームであり、選択肢を選んで進行していく。途中で戦闘シーンが入り、その時は一部のキャラクターに脱衣要素がある方式のシミュレーションゲームとして進行する。一部の戦闘を除き、敗北すれば即バッドエンドとなる。

### 戦闘
キャラクターや各攻撃には火、風、土、雷、水、光、闇、無の8属性がある。火風土雷水の5属性は「火→風→土→雷→水→火」の順に相性が決まっており、弱点の場合はダメージが増加するが、逆の場合はダメージが減る。光と闇はお互いが弱点である。同属性の場合は軽減する。火風土雷水に対する相性（強弱）は無い。無属性はどの属性の影響を受けずかつどの属性に影響しない。
また、服は「胸」「腕」「腰」「足」の4か所に判定があり、ダメージを受けると破損し、HPを回復しても服は修復されず、全裸になると戦闘不能となる。

## ストーリー
ある日クラヤミと呼ばれるオモチャの格好をした集団が現れて世界征服を宣言し、それ以来クラヤミたちは各地で悪戯を始める。
それと同時期に魔砲使いと呼ばれる人たちが出現し始め、クラヤミの悪戯を止めるために戦い始めた。
谷野 真悠人は、幼馴染の橘 美優と神城 雄二とともに、魔砲使いの育成機関であるアカデミーの門をたたく。
美優と雄二は素質を認められた一方、真悠人は入学を認められなかった。
真悠人は特訓を重ねる中、七夕ら若手魔砲使いらで結成された魔砲器隊とも交流を重ね、なんとか入学を認められる。
ある時、最上位クラヤミNo.003の名無しのピエロが、彼の住む町に人工太陽を落とすという過激な作戦を展開する。
その時、真悠人は七夕たちとの触れ合いで得た絆によって真の力が目覚め、名無しのピエロの撃退に成功する。
だが今度は、美優と雄二が魔砲使いとしての力を失い、再起を目指していたところ、名無しのピエロの運転するバスに乗り込んでしまう。

### グランドルート
名無しのピエロは、真悠人が自分の嫌いな圧倒的な力を持ち世界を救うべくして救う英雄的存在であると気づき、一度は彼を見限る。だが、真悠人が自分を乗っ取りかけたその力を打ち破ったことで彼に味方し、シードに乗っ取られていた美優と雄二を解放し、時のゼンマイを使用して「クラヤミ」と同化していた凛子を己の消滅と引き換えに独立した存在へと変える。

## 登場キャラクター

### 魔砲器隊
谷野 真悠人（やの まゆと）
声：古河徹人（戦闘時のみ）
本作の主人公。ランクはC。魔砲器名はリアン(Lian)、属性は無。元々のランクはEであったが、雄二と美優と交わした「3人一緒に魔砲使いになる」という約束を果たすため、シミュレーターで5桁にわたる回数の練習を重ねてCランクに上り詰めた。作中の台詞によると大器晩成型だが、ずっとCランクのままらしい。
特に裏表は無いが、他の人たちの別な顔を目撃してもそれを受け入れる器の持ち主。
魔砲器は特殊であり、他者との絆によって強さが変化する。魔砲器の特徴なのかは不明だが、各ルートではそのルートの人物の魔法を使っていることから他の属性の魔砲も使える模様。
阿月 七夕（あがつ なゆ）
声：鈴田美夜子
ヒロインの1人。魔砲器名はファイアバード(FireBird)、属性は火。
よく寝ており、登校中はほぼ主人公に抱きついて寝ている。
万代 爽夏（ましろ さやか）
声：葛西優美
ヒロインの1人。魔砲器名はガイア(Gaea)、属性は土。
一見すると才色兼備だが、寮内ではぐうたら。主人公が来た直後は寮内でも才色兼備を振舞っていたが、バレて以降は諦めて素を出している。本人いわく主人公をからかうのが生きがい。
天田 真姫（あまた まき）
声：青葉りんご
ヒロインの1人。魔砲器名はベーチェル(Betep)、属性は風。
現役のアイドルであるが、魔砲器隊の活動を優先するためとして現在は活動休止中。通常時は普通の口調（一人称も私〈わたし〉）だが、アイドル時は高飛車になり口調も（一人称も私様〈わたくしさま〉に）変化する。魔砲器はアイドル状態でしか使用できないが、理由は不明。
来島リリィ（くるしま リリィ）
声：桜川未央
ヒロインの1人。魔砲器名はウルザブルン(Urtharbrunnr)、属性は水。
学内では礼儀正しい優等生で通っているが、仲間以外の人がいない場所では本来のめんどくさがりでざっくばらんな態度になる。
丸河 凛子（まるかわ りんこ）
声：藤森ゆき奈
ヒロインの1人。魔砲器名はドリームメーカー(DreamMaker)、属性は闇。
主人公に一目ぼれしたらしく「ご主人様」と慕い、彼の部屋にこっそりと隠し通路を作っている。マゾヒストとしての一面がある。
正体はクラヤミの神の失われた心であり、つまりは自身もクラヤミである。一部のクラヤミからはロストと呼ばれる。
綾崎 流（あやさき ながれ）
声：倉田まりや
研究所の主任で主人公たちのサポートをする女性。魔砲器隊の寮の寮長も務める。有能であり有事の際は頼りになるが、普段は発想や言動がエロ親父同然であるうえに大の酒好き。寮の地下に大量の酒が隠してある地下室をいくつも持っている。人工太陽を開発した。

### その他の魔砲使い、および協力者
773号（ナナミ）
声：狛乃ハルコ
元々はクラヤミの一員であるが、途中で主人公側に寝返る。一部の戦闘にはゲストとして参戦するが、基本的に非戦闘員。アイスが大好物。
橘 美優（たちばな みゆ）
声：小倉結衣
ランクはA+。魔砲器名はイノセンス(Innocence)、属性は闇。
主人公の幼馴染。一部ルートでは使用可能。
神城 雄二（かみしろ ゆうじ）
声：いちごみるく
ランクはS。魔砲器名はリディーマー(Redeemer)、属性は光。
主人公の幼馴染。一部ルートでは使用可能。
益田 彩子（ますだ さいこ）
声：上田朱音
魔砲器名はワンダーランド(Wonderland)、属性は風。
最初は主人公と同じ学園にいたが、途中でクラヤミ側にいく。
丸河 千鶴（まるかわ ちづる）
声：杉原茉莉
魔砲器名はエンプレス（英語表記名は不明）、属性は光。凛子の母親で学園長およびアカトキ市の代表。公式で世界で初めて確認された魔砲使い。

### クラヤミたち
ククリク
声：まきいづみ
クラヤミの主であり、実力はある一方、統括できていない。
実は真姫の大ファンであり、ファンクラブの会長を務めている。
チッカ
声：かわしまりの
属性は火。ククリクのメイドだが、普段はククリクを詰って楽しんでいる。
ジィフェンダー
声：蘭丸
最上位クラヤミNo.001。クラヤミの中でもまともな思考を持つが、基本放任主義なので周囲の暴走を止めようとはしない。
ピックィークラッコ
声：甘美
最上位クラヤミNo.002。時計オタクであり、時計に名前をつけて悶えていたりする。
名無しのピエロ
声：森川明太
最上位クラヤミNo.003。クラヤミの中で唯一、悪戯レベルに収まらない凶悪な策を実行してくる。何を考えているかわからず、他のクラヤミからも危険視されている。
クリックフラップに存在する門を通り抜けてクラヤミの神と接触しており、それを呼び出すために暗躍している。
ストーリーテラーを自称しており、 自分好みの物語を紡ぐことを至上の目的とし、「クラヤミ」を復活させようとしているのもその方が面白そうだと考えたためである。その世界の危機を救う主人公として真悠人を見さだめ、幾度となく彼の前に現れる。
アイン
中盤でピエロが連れてきた魔砲使い。どことなく美優に似ている。
正体は美優であり、シードで操られている。曰く「どこかずれた鏡」。爽夏ルートでは真悠人にシードを破壊されたことにより正気に戻った。グランドルートではピエロに助けられ、正気の状態で現れた。
ツヴァイ
中盤でピエロが連れてきた魔砲使い。どことなく雄二に似ている。
正体は雄二であり、シードで操られている。爽夏ルートでは真悠人の光により自力で正気に戻った。グランドルートではピエロに助けられ、正気の状態で現れた。

## スタッフ
- 原画 - 犬洞あん[5]、笹井さじ[5][6]、草上明[5]
- シナリオ - 藤原休樹 with 企画屋
- プログラム - KIT、水鼠
- 音楽 - TOY（Studio Primitive）

## 主題歌
オープニングテーマ「手をつないで」
歌：青葉りんご / 作詞：宮沢ゆあな 作編曲：クサノユウキ
挿入歌「Fly away,so blue」
歌：青葉りんご / 作詞：澤田尚多 / 作編曲：メルヘンヒルズ
エンディングテーマ「ゆういろ」
歌：朝樹りさ / 作詞：小田ユウ / 作編曲：ハーモンド

## 評価
『超エロゲー ハードコア』の共同執筆者の一人である箭本進一は、本作を「『ラノベ風バトルを、プレイアブルなシステムとして昇華するとどうなるか？』という問いに対する回答」であると評し、「美少女と共に超常パワーで連携、イカした限界突破の最強パワーで敵を打倒すさまはまさにゼロ年代のカッコ良さ」と称賛している。